# فرودگاه بین‌المللی نورسلطان نظربایف
فرودگاه بین‌المللی نورسلطان نظربایف (به انگلیسی: Astana International Airport) یک فرودگاه همگانی مسافربری با کد یاتا TSE است که یک باند فرود آسفالت دارد و طول باند آن ۳۵۰۰ متر است. این فرودگاه در شهر نورسلطان کشور قزاقستان قرار دارد و در ارتفاع ۳۵۵ متری از سطح دریا واقع شده‌است. که با هواپیمایی آل نیپون ایرویز به فرودگاه بین‌المللی ناریتا پرواز مستقیم دارد.

## شرکت‌های هواپیمایی و مقصدهای پروازی

### مسافری
| شرکت‌های هواپیمایی                 | مقصدهای پروازی |
| --------------------------------- | --- |
| آئروفلوت                          | شرمتیوو |
| آئروفلوت اجرا توسط روسیه ایرلاینز | پالکوو |
| ایر آستانه                        | آقتائو، آقتوبه، آلماتی، آتیرائو، قوستانای، قیزیل‌اوردا، اورال آک ژول، اوسکمن، پاولودار، چیمکند، تراز |
| ایر آستانه                        | حیدر علی‌اف، سووارنابومی، پکن، مناس، ایندیرا گاندی, دوبی، فرانکفورت، آتاترک، بوریسپیل، هیترو لندن، شرمتیوو، تولمچوا، تسنترالنی، شارل دوگل پاریس، پالکوو، اینچئون، تاشکند، تفلیس، اورومچی دیووپو، کولتسوو فصلی: آنتالیا |
| ایر چاینا                         | پکن |
| آسیانا ایرلاینز                   | اینچئون |
| اطلس گلوبال                       | آتاترک فصلی: آنتالیا |
| بلاویا                            | مینسک |
| بک ایر                            | آقتائو، آقتوبه، آلماتی، آتیرائو، قیزیل‌اوردا، اورال آک ژول، پاولودار، چیمکند، ژزقازغان |
| هواپیمایی جنوبی چین               | اورومچی دیووپو |
| بی‌اچ ایر                          | چارتر فصلی: بورگاس |
| الین‌ایر                           | فصلی: سالونیک |
| هواپیمایی اتحاد                   | ابوظبی |
| فن‌ایر                             | Seasonal هلسینکی |
| فلای‌دبی                           | دوبی |
| جورجین ایرویز                     | تفلیس |
| کاال‌ام                            | فصلی: اسخیپول آمستردام |
| لوت پولیش ایرلاینز                | شوپن ورشو |
| لوفت‌هانزا                         | فرانکفورت |
| قزاق ایر                          | آلماتی، سمی، چیمکند، تالدیقورغان |
| اسکات ایرلاینز                    | آقتائو، آقتوبه، آلماتی، آتیرائو، اورال آک ژول، اوسکمن، پاولودار، پتروپافل، سمی، چیمکند، تالدیقورغان، تراز |
| اسکات ایرلاینز                    | قازان، مینرالنیه وودی، رامنسکویه، زوارتنوتس |
| SkyBus                            | Seasonal Charter باتومی |
| ترکیش ایرلاینز                    | آتاترک Seasonal Charter آنتالیا |
| هواپیمایی بین‌المللی اوکراین       | بوریسپیل |
| ازبکستان ایرویز                   | تاشکند |
| ویز ایر                           | بوداپست فرنک لیست |
| ژتیسو                             | تالدیقورغان |

### باری
| شرکت‌های هواپیمایی | مقصدهای پروازی |
| ----------------- | -------------- |
| کالیتا ایر        | هنگ کنگ        |
| ترکیش ایرلاینز    | آتاترک         |